# Бірюков Євген Миколайович
Євген Миколайович Бірюков (рос. Евгений Николаевич Бирюков; 19 квітня 1986, м. Каслі, СРСР) — російський хокеїст, захисник. Заслужений майстер спорту Росії (2012).
Вихованець хокейної школи «Металург» (Магнітогорськ). Виступав за «Металург» (Магнітогорськ), «Салават Юлаєв».
У складі національної збірної Росії учасник чемпіонатів світу 2012, 2013 і 2015 (17 матчів, 2+5). У складі молодіжної збірної Росії учасник чемпіонату світу 2006. У складі юніорської збірної Росії учасник чемпіонату світу 2004.
Досягнення
- Чемпіон світу (2012), срібний призер (2015)
- Чемпіон Росії (2007)
- Володар Кубка Гагаріна (2014)
- Володар Кубка європейських чемпіонів (2008)
- Срібний призер молодіжного чемпіонату світу (2006).
- Переможець юніорського чемпіонату світу (2004).